# ادموند هارتمن
ادموند هارتمن (انگلیسی: Edmund Hartmann؛ ۲۴ سپتامبر ۱۹۱۱ – ۲۸ نوامبر ۲۰۰۳) فیلم‌نامه‌نویس و تهیه‌کننده فیلم اهل ایالات متحده آمریکا بود.
او دانش‌آموختهٔ دانشگاه واشینگتن در سنت لوئیس بود و با هنرمندان فراوانی از جمله باب هوپ همکاری داشت.
از فیلم‌ها یا مجموعه‌های تلویزیونی که وی در آن‌ها نقش داشته است، می‌توان به امور خانوادگی اشاره نمود.